# Max Hainle
Max Hainle (Dortmund, 23 februari 1882 – 19 april 1961) was een Duits zwemmer.
Max Hainle nam eenmaal deel aan de Olympische Spelen van 1900. Hij maakte deel uit van het Duitse team dat goud wist te veroveren op het onderdeel 4x200 m vrije slag. Hij nam tevens deel aan de onderdelen waterpolo en 1000 meter vrije slag.
Hainle speelde voor de club Deutscher Schwimm-Verband Berlin.
Julius Frey · 
Max Hainle · 
Ernst Hoppenberg · 
Herbert von Petersdorff · 
Max Schöne
Hans Aniol · 
Paul Gebauer · 
Max Hainle · 
Georg Hax · 
Gustav Lexau · 
Herbert von Petersdorff · 
Fritz Schneider